# Hans Bartkowiak
Hans Bartkowiak (8 de março de 1917 - 15 de abril de 1985) foi um oficial alemão que serviu durante a Segunda Guerra Mundial. Foi condecorado com a Cruz de Cavaleiro da Cruz de Ferro.

## Condecorações
| Cruz de Ferro 2ª Classe                                  |
| Cruz de Ferro 1ª Classe                                  |
| Cruz de Cavaleiro da Cruz de Ferro 25 de outubro de 1943 |